# Filippo Maria Monti

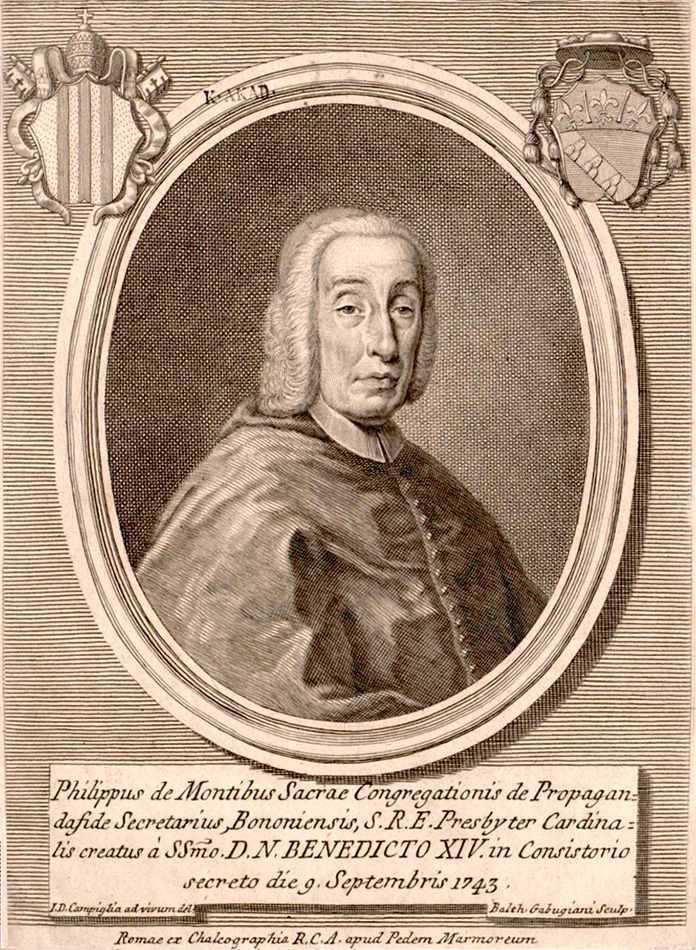
Filippo Maria Monti

Filippo Maria Monti (oder Kardinal de Monti) (* 23. März 1675 in Bologna; † 17. Januar 1754 in Rom) war ein Kardinal der katholischen Kirche, der am 9. September 1743 von Papst Benedikt XIV. erhoben wurde. Nach seinem Tod wurde seine große Bibliothek zum Kern der Bibliothek der Accademia delle Scienze dell’Istituto di Bologna, die später an die Universität Bologna übertragen wurde.

## Anfangsjahre
Filippo Maria Monti wurde am 23. März 1675 in Bologna als Sohn von Ferdinando Monti und Camilla Moscardini geboren. Sein Vater war Kaufmann und hatte aber später den Titel eines Marquese erworben. Im Jahr 1719 wurde Filippos Bruder Francesco zum Senator von Bologna ernannt. Filippo besuchte das Kolleg „El Porto“ für Adlige und studierte anschließend Jura, bevor er in den Dienst von Kardinal Enrico Noris nach Rom ging. 1709 wurde er von Papst Clemens XI. nach Venedig entsandt, um die durch den Spanischen Erbfolgekrieg (1701–1714) verursachten Spannungen mit diesem Staat zu beseitigen, insbesondere die kaiserliche Besetzung des päpstlichen Besitzes von Comacchio.

## Priester und Kardinal

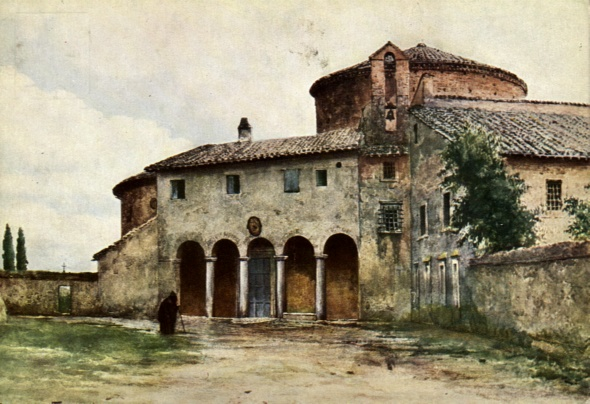
Santo Stefano Rotondo in einem Gemälde von Ettore Roesler Franz aus dem 19. Jh.

Monti wurde 1710 zum Hauspriester und 1715 zum Kanoniker der Basilika Santa Maria Maggiore ernannt und zum Priester geweiht. Im Jahr 1730 wurde er zum Sekretär der Konsistorialkongregation ernannt und am 18. Februar 1736 zum Sekretär der Propaganda Fide befördert. Im Konsistorium vom 9. September 1743 wurde durch Papst Benedikt XVI. zum Kardinal erhoben und am 23. September 1743 zum Kardinalpriester von Sant’Agnese fuori le mura ernannt. Am 10. April 1747 wechselte Kardinal de Monti zu Titelkirche von Santo Stefano Rotondo.
Er starb am 17. Januar 1754 im Alter von 78 Jahren. Die Beisetzung erfolgte in der von ihm errichteten Gruft in der römischen Kirche der Unbeschuhten Karmeliten, Santa Maria della Vittoria.

## Sammlung
Monti begann in den 1720er Jahren, Bücher zu religiösen oder historischen Themen zu sammeln, außerdem damals moderne literarische und wissenschaftliche Schriften. Zum Zeitpunkt seines Todes umfasste seine Bibliothek 11.000 zumeist gedruckte Bände, darunter Texte zu Theologie, Philosophie, Kirchenrecht und Literatur. Auf Anregung des Papstes vermachte Kardinal Monti seine gesamte Bibliothek der Akademie der Wissenschaften des Instituts von Bologna. Außerdem schenkte er dem Institut eine Sammlung von 400 Gemälden, darunter Porträts bedeutender Persönlichkeiten der Wissenschaft. Die Bibliothek wurde 1756 feierlich eröffnet.